# Йохан Вернер Шенк фон Щауфенберг
Йохан Вернер Шенк фон Щауфенберг (на немски: Johann Werner Schenk Freiherr von Stauffenberg; * 8 март 1654, Лаутлинген, днес част от Албщат; † 19 ноември 1717, Дилинген ан дер Донау) е фрайхер на Щауфенберг (при Хехинген в Баден-Вюртемберг).

## Произход
Той е син на Волфганг Фридрих/Йохан Волфганг (Волф) Фридрих Шенк фон Щауфенберг (1612/1613 - 1676) и съпругата му Анна Барбара фон Вернау (1632 – 1681), дъщеря на Ханс Мартин фон Вернау и Мария Якобина фон Вайкс. Внук е на Вилхелм Шенк фон Щауфенберг († 1644) и Маргарета фон Щадион († сл. 1643). Брат е на Йохан Франц Шенк фон Щауфенберг († 1740), епископ на Констанц (1704 – 1740), епископ на Аугсбург (1737 – 1740), Йохан Фридрих Шенк фон Щауфенберг (1660 – 1720), генерал-фелдмаршал-лейтенант. Сестра му Мария Маргарета (1656 – 1698) е омъжена на 9 февруари 1680 г. за фрайхер Йохан Лудвиг Константин фон Улм, фрайхер в Ербах († 1719).
Фамилията „Шенк фон Щауфенберг“ се нарича през 1317 г. на построения от тях замък Щауфенберг през 12 век и е издигната през 1692 г. на имперски фрайхер и 1785 г. на имперски граф.

## Фамилия
Първи брак: с Мария Амалия фон Щрайтберг († 1687). Те имат една дъщеря:
- Мария Анна Норбертина Шенк фон Щауфенберг (* 10 юли 1684; † 8 май 1739), омъжена за Франц Фердинанд Антон фон Велден (* 26 април 1676)

Втори брак: на 27 ноември 1690 г. с фрайин Мария София Елизабет фон Розенбах (* 1672; † 22 октомври 1711, Меерсбург), дъщеря на фрайхер Франц Рудолф фон Розенбах и Мария Сидония фон Хетерсдорф. Те имат децата:
- Марквард Готфрид Георг Шенк фон Щауфенберг (* 30 юни 1692; † 14 май 1734), женен за Мария Терезия фон Щадион (* 24 август 1698; † 2 юли 1766), полусестра на Франц Конрад фон Щадион и Танхаузен, епископ на Бамберг († 1757), дъщеря на граф Йохан Филип I фон Щадион (1652 – 1742) и Мария Анна фон Шьонборн (1669 – 1703)
- Лотар! Филип Лудвиг Хартман Шенк фон Щауфенберг (* 8 юли 1694, Вюрцбург; † 12 октомври 1758, Дилинген), фрайхер, женен I. на 25 октомври 1727 г. в Прунтрут за фрайин Анна Мария Паулина фон Райнах (* 7 юни 1708, дворец Хирцбах, Елзас; † 7 декември 1731, дворец Меерсбург), дъщеря на фрайхер Йозеф Франц Хартман фон Райнах (1664 – 1729) и фрайин Мария Анна фон Зикинген-Хоенбург (1678 – 1735, II. на 17 септември 1732 г. за графиня Мария Йохана Йозефина Шенк фон Кастел († 31 октомври 1779, Дилинген)
- Филип Йохан Франц Йозеф Шенк фон Щауфенберг (* 9 ноември 1695; † 22 януари 1768), фрайхер, женен за М. Мауриция фон Улм-Ербах († 22 декември 1806, Айхщет)
- Мария Анна Франциска Естер Шенк фон Щауфенберг (* 1 март 1697, Вюрцбург; † 26 август 1723, Вюрцбург), омъжена на 21 април 1714 г. във Вюрцбург за фрайхер Лотар фон Грайфенклау цу Фолрадс (* 9 септември 1694, Фолрадс; † 23 септември 1771, Вюрцбург), син на Йохан Ервайн фон Грайфенклау цу Фолрадс (1663 – 1727), бургграф на Фридберг
- Мария Анна София Естер Шенк фон Щауфенберг (* 16 юни 1699; † 1734), омъжена за фрайхер Марквард Йохан Шпет фон Цвифалтен
- Магдалена Елеонора Мария Анна Шенк фон Щауфенберг (* 22 октомври 1701; † 3 май 1777, Дилинген)
- Мария Франциска Антония Шенк фон Щауфенберг (* 18 март 1705, Вюрцбург), омъжена на 31 май 1739 г. за фрайхер Франц Теодор фон Щайн цу Жетинген (* 24 юни 1713; † сл. 1781), син на фрайхер Франц Марквард фон Щайн цу Жетинген (* 1688) и фрайин Анна Мария фон Гутенберг (* 1689)
- Франц Кристоф Вилхелм Шенк фон Щауфенберг (* 15 август 1711; † 28 юни 1749, Вюрцбург)